# 嬬恋村立嬬恋中学校
嬬恋村立嬬恋中学校（つまごいそんりつ つまごいちゅうがっこう）は、群馬県嬬恋村にある公立中学校である。

## 沿革
- 2012年4月 - 嬬恋東中学校と嬬恋西中学校が統合して開校[1]。